# Frankrijk op het Eurovisiesongfestival 1991
Frankrijk deed in 1991 voor de vierendertigste keer mee aan het Eurovisiesongfestival. In de Italiaanse stad Rome werd het land op 4 mei vertegenwoordigd door Amina met het lied "C'est le dernier qui a parlé qui a raison". Ze eindigde met 146 punten op de 2de plaats.

## Nationale voorselectie
Net zoals het voorbije jaar, koos men ervoor om een interne selectie te houden.
Men koos voor de zangeres Amina met het lied "C'est le dernier qui a parlé qui a raison".

## In Rome
In Italië moest Frankrijk optreden als 9de, net na Zweden en voor Turkije. Op het einde van de puntentelling werd duidelijk dat Frankrijk de 2de plaats had gegrepen met 146 punten, evenveel punten als de winnaar.
In die tijd keek men eerst nog naar het aantal 12 punten wat elk land kreeg. Dit was bij Frankrijk en Zweden hetzelfde, waarna men dus naar de 10 punten keek. Daarin bleek Zweden meer 10 punten ontvangen te hebben.
Volgens het huidige tie-break-systeem echter zou Frankrijk gewonnen hebben. Zij ontvingen van meer landen punten.
Men ontving vier keer het maximum van de punten.

### Gekregen punten
Van Nederland nam niet deel in 1991 België ontving het 7 punten.

#### Finale
| 12 punten                                  | 10 punten               | 8 punten                           | 7 punten                                            | 6 punten              |
| ------------------------------------------ | ----------------------- | ---------------------------------- | --------------------------------------------------- | --------------------- |
| - Israël - Italië - Noorwegen - Oostenrijk | - Finland - Joegoslavië | - Duitsland - Griekenland - Spanje | - België - Cyprus - Ierland - IJsland - Zwitserland | - Verenigd Koninkrijk |
| 5 punten                                   | 4 punten                | 3 punten                           | 2 punten                                            | 1 punt                |
| - Portugal - Zweden                        |                         | - Malta                            |                                                     |                       |

### Punten gegeven door Frankrijk

#### Finale
Punten gegeven in de finale:
| 12 punten | Cyprus              |
| 10 punten | Portugal            |
| 8 punten  | Italië              |
| 7 punten  | Turkije             |
| 6 punten  | Spanje              |
| 5 punten  | België              |
| 4 punten  | Zwitserland         |
| 3 punten  | Israël              |
| 2 punten  | Malta               |
| 1 punt    | Verenigd Koninkrijk |